# Акур (река)
Аку́р — река в Хабаровском крае России, правый приток Тумнина.
Длина — 85 км, площадь бассейна — 1620 км².
Берёт начало на центральном хребте Сихотэ-Алинь, впадает в Тумнин в 97 км от его устья. Русло сильно извилистое, так как река течёт между сопок с вершинами более 1000 метров. Общее направление течения — с юго-запада на северо-восток. Сразу от истока река по крутой дуге огибает сопку Акур (1146 м). На всём течении — типичная горная река. Растительность по берегам — светлохвойная лиственничная тайга и смешанный лес.
Питание реки смешанное, с преобладанием дождевого. Дальневосточный тип водного режима. Вода прозрачная и чистая.
Река Акур пользуется популярностью у рыбаков, в частности на ней практикуется осенний лов хариуса.
В 6 км выше устья реки по течению Тумнина расположено село Тулучи (664 чел) и одноимённая ж/д станция. В 5,5 км вниз по течению расположен железнодорожный разъезд Акур и станционный посёлок (23 человека).
Через реку, близ устья, построен металлический ферменный железнодорожный мост длиной 80 метров. Вдоль берега реки проходит лесовозная грунтовая автодорога от с. Тулучи до п. Высокогорный, через перевал Сихотэ-Алинь (высота около 720 м).

## Притоки
Правые: ручьи — Прямой, Пихтовый, Заросший, Охотничий; реки Иле (длина 10 км), Айча, Садынку (17 км), Гулик; ручей Правый Ночной; реки — Габеля (15 км), Тубу-Акурская (13 км), Кумты (19 км), Акур-Гумамза (15 км); и ещё около двух десятков ручьёв без названия.
Левые: ручьи Встречный, Лиственничный, Завальный; река Моломпу (длина 35 км); ручей Ключевой; реки Ямби (27 км), Дуни (25 км); ручьи — Совиный, Отдыха, Забытый, Горбатый, Привальный, Куриный и более двух десятков ручьёв без названия.

## Данные водного реестра
По данным государственного водного реестра России относится к Амурскому бассейновому округу, водохозяйственный участок реки — пролива Невельского и бассейна Японского моря от мыса Лазарева до северной границы бассейна реки Самарга. Речной бассейн реки — бассейны рек Японского моря.
Код водного объекта в государственном водном реестре — 20040000112118200002028.